# Genaro Fueyo Castañón
Genaro Fueyo Castañón (ur. 23 stycznia 1864 w Linares zm. 20 października 1936 w Madrycie) – hiszpański duchowny, ofiara hiszpańskiej wojny domowej, błogosławiony Kościoła katolickiego.
Urodził się 23 stycznia 1864 w południowej części Hiszpanii. W 1899 został proboszczem parafii w Nembra i dzięki jego ciężkiej pracy, jego parafia stała się ośrodkiem życia społecznego i religijnego. 20 października 1936 w swojej parafii razem z Isidro Fernández i Segundo Alonso González został uwięziony i zamordowany.
W 1991 rozpoczął się jego proces beatyfikacyjny. W 2016 papież Franciszek podpisał dekret uznających jego męczeństwo. 8 października tego samego roku w katedrze w Oviedo pod przewodnictwem kardynała Angelo Amato odbyła się uroczysta beatyfikacja Genaro  i jego towarzyszy.